# 阿里科馬山
14°18′43″S 69°47′00″W / 14.31194°S 69.78333°W
阿里科馬山（Aricoma），是秘魯的山峰，位於該國東南部普諾大區，由克魯塞羅區和林巴尼區負責管轄，屬於安地斯山脈的一部分，海拔高度5,350米。